# Капітолій штату Міннесота
Капітолій штату Міннесота (англ. The Minnesota State Capitol) — громадська будівля адміністративного призначення, місцеперебування (осідок) низки органів влади штату, найперше — обох палат законодавчого органу Міннесоти, а також офісу губернатора та генерал-атторнея. У капітолії є також палата для засідань Верховного суду штату, хоч здебільшого Верховний суд засідає у будівлі юридичного центру Міннесоти, що міститься поруч з капітолієм. Капітолій розміщений у м. Сент-Пол. Споруду спроектовано архітектором Кессом Ґілбертом. Будівництво капітолія розпочалося 1896 року, його верхні чотири поверхи зведено до 1905. Спорудження цокольного поверху проведено пізніше і закінчено у 1936 — 1937 роках. Капітолій має п’ять поверхів та корисну площу близько 380,000 квадратних футів (≈35 303,16 м²).

## Галерея

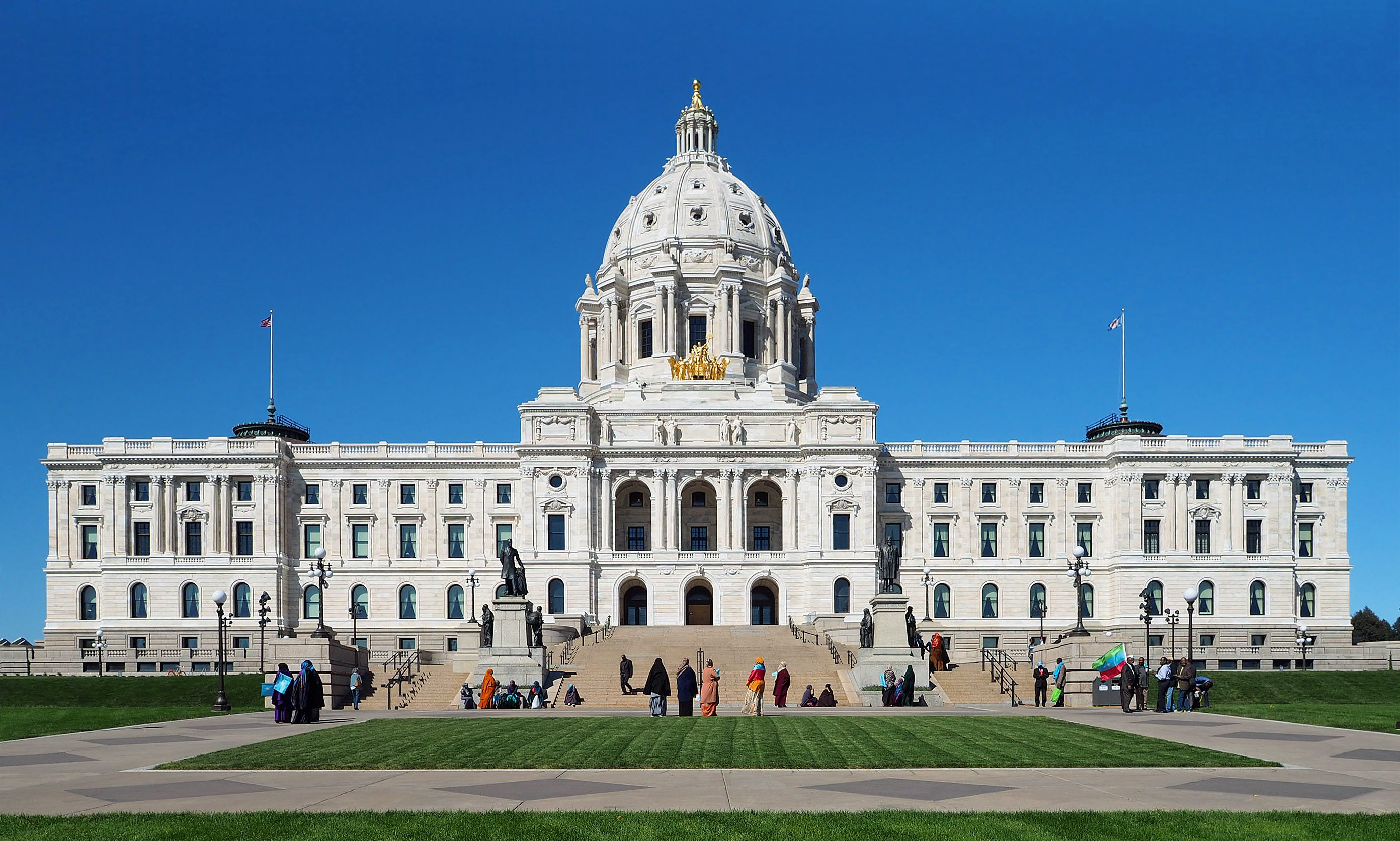
South side of the Capitol
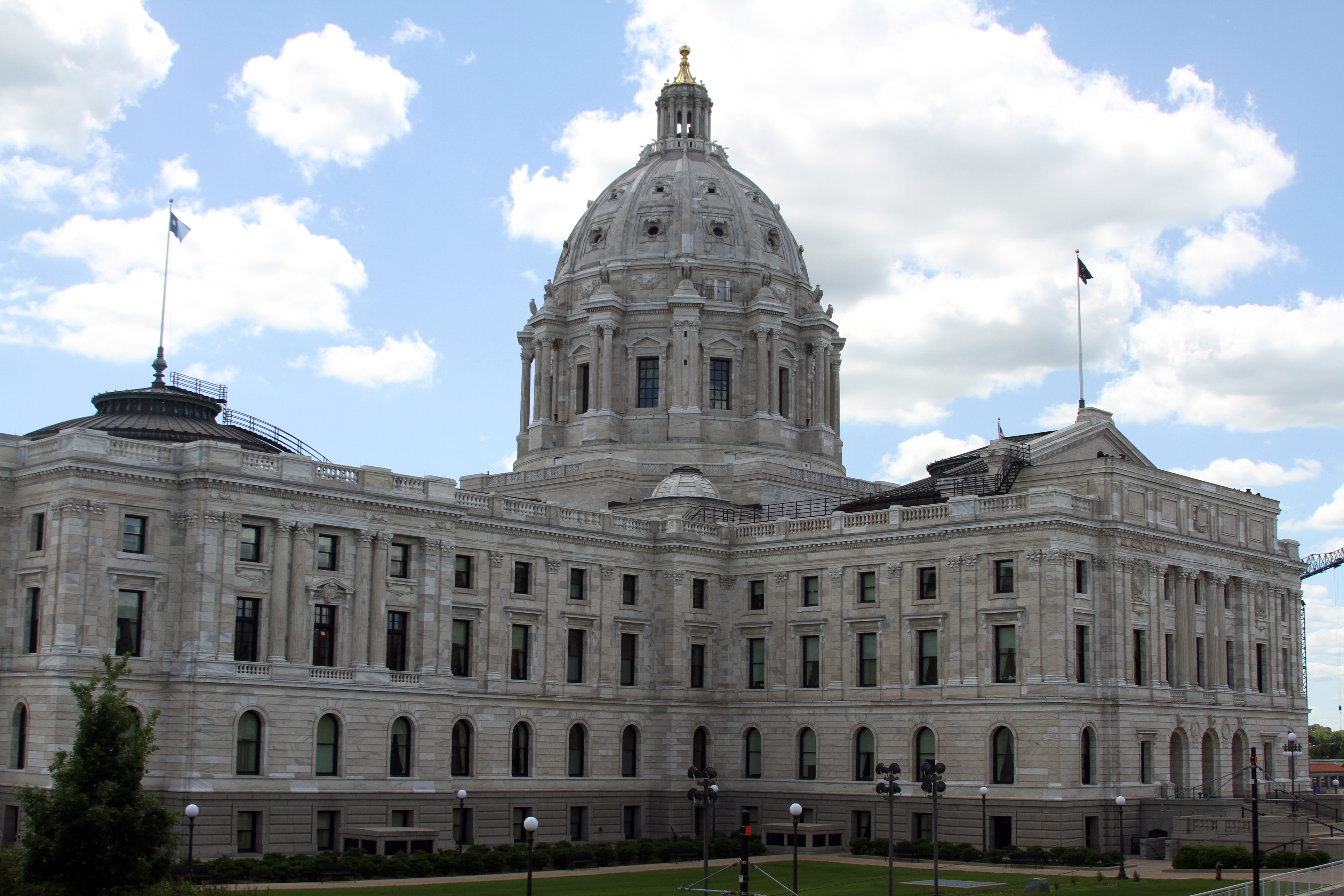
North side of the Capitol
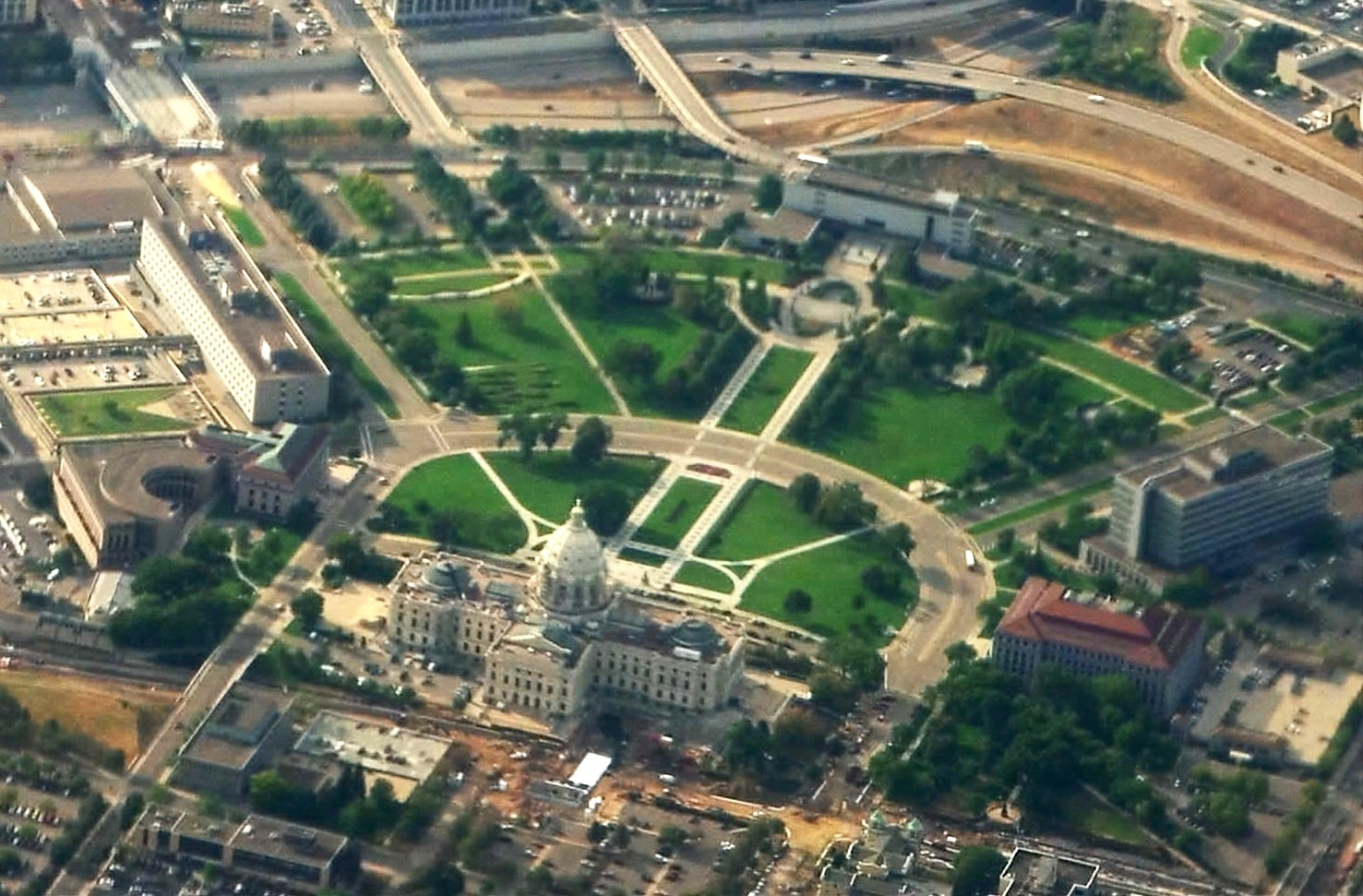
Aerial view of the Capitol campus
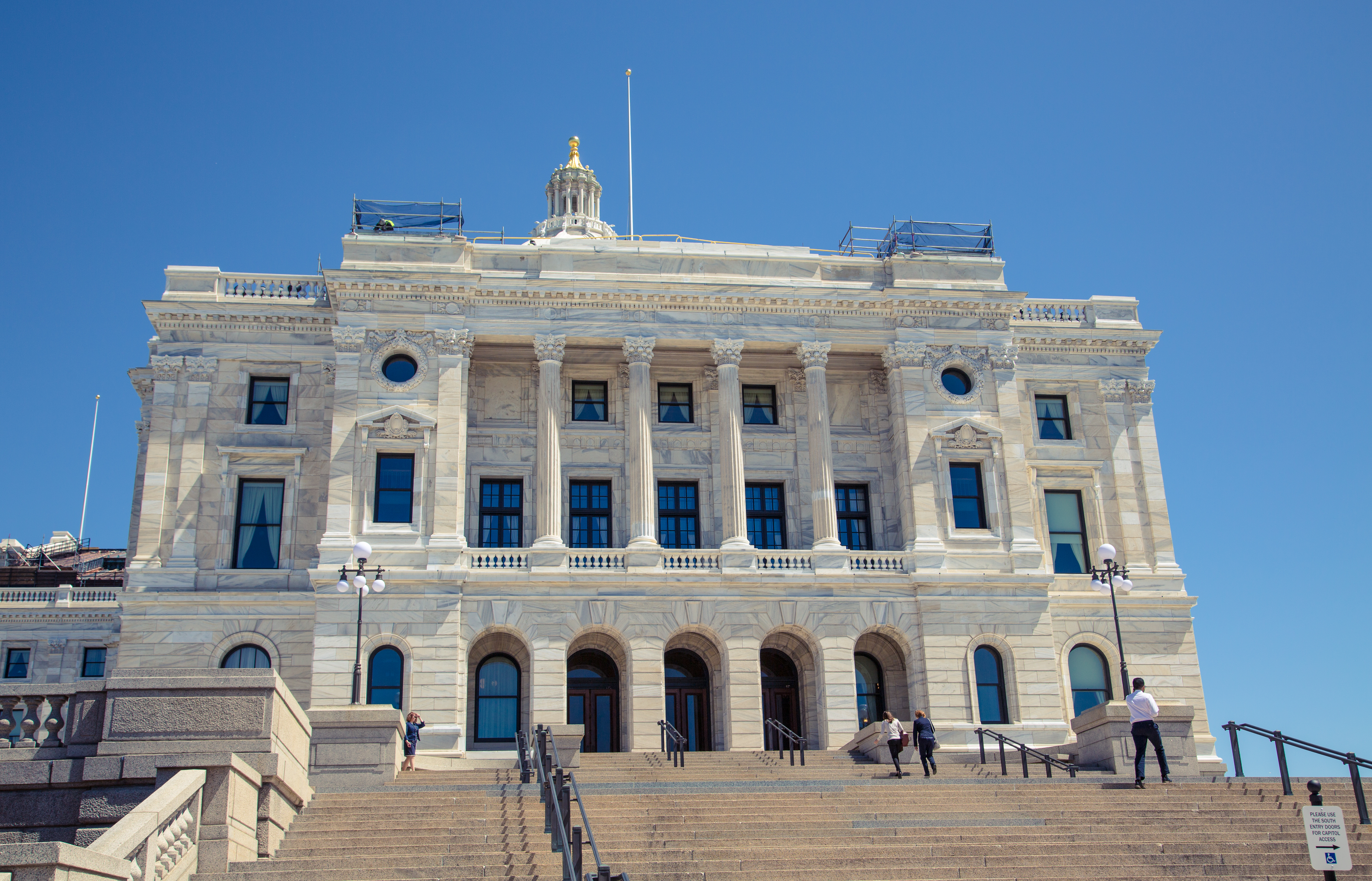
Western steps to the Capitol
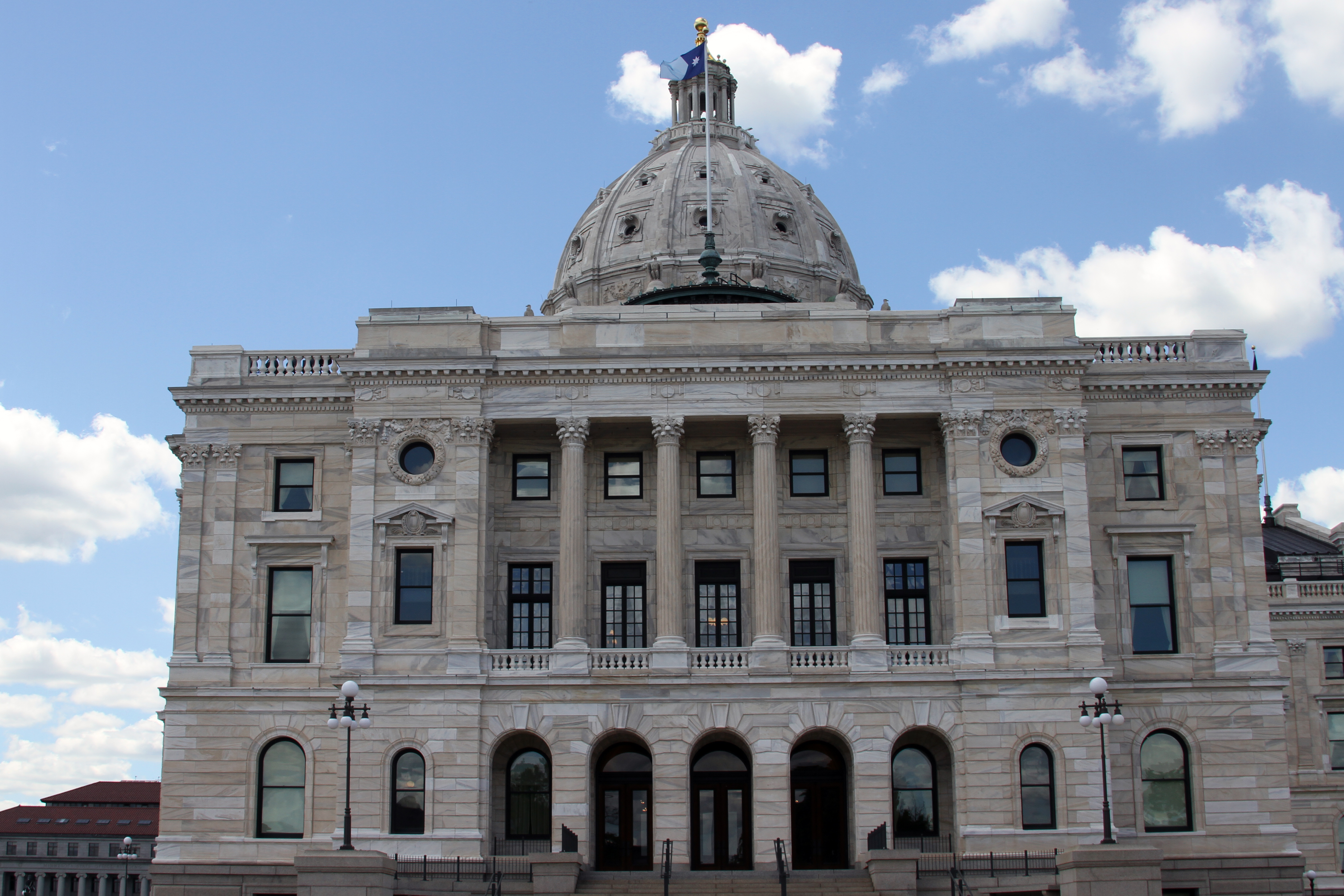
Eastern steps to the Capitol
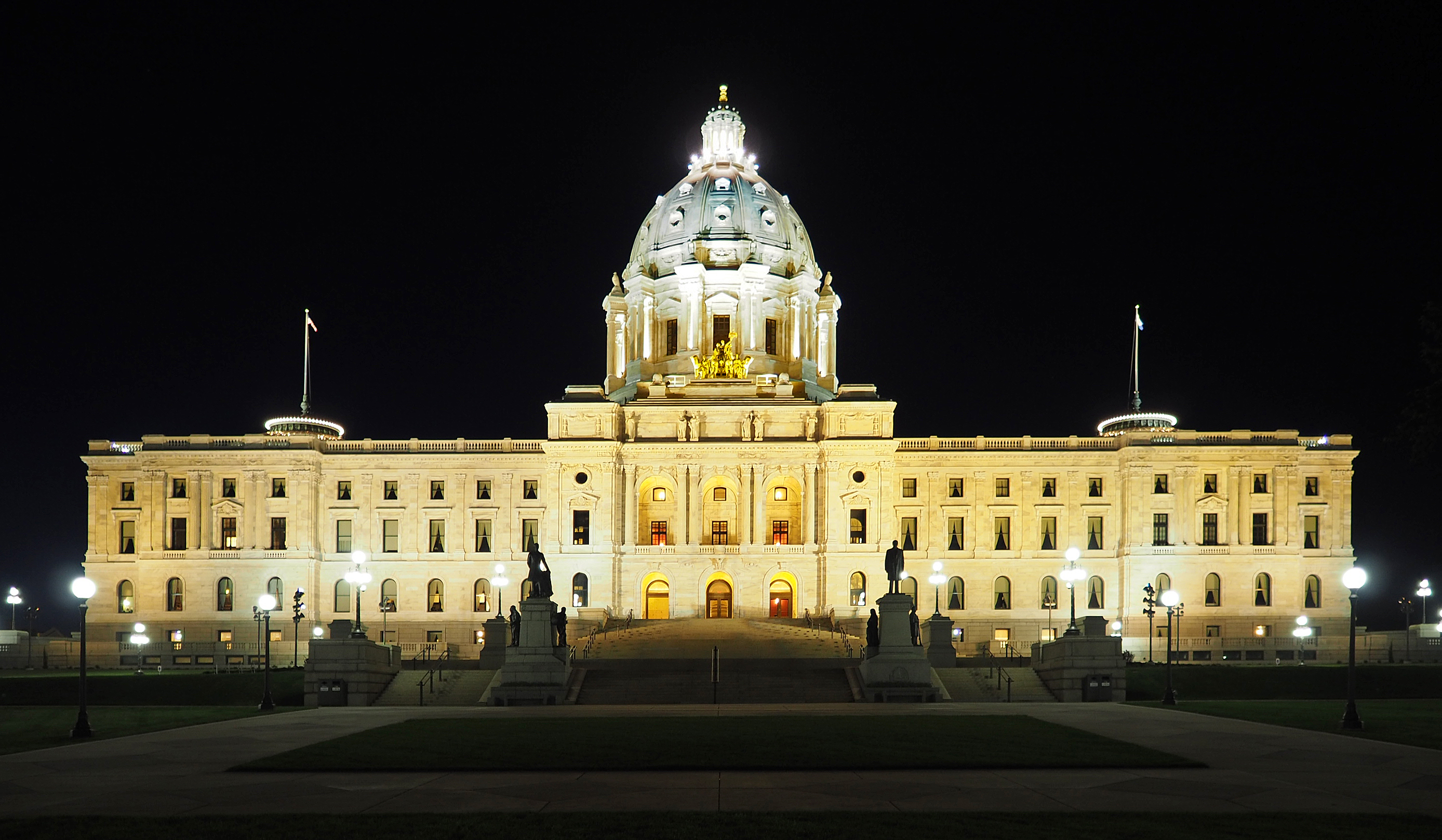
Capitol at night
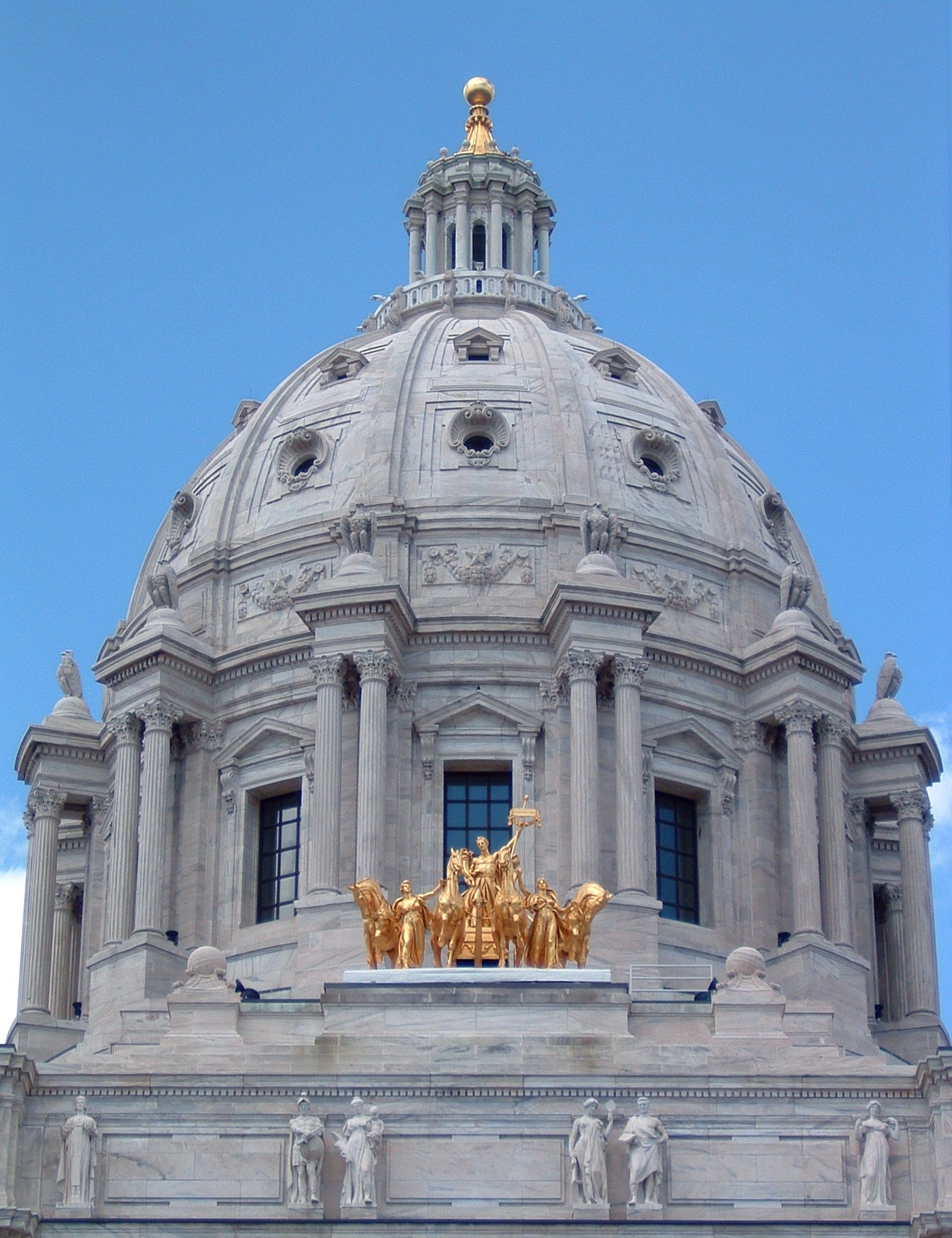
Marble dome
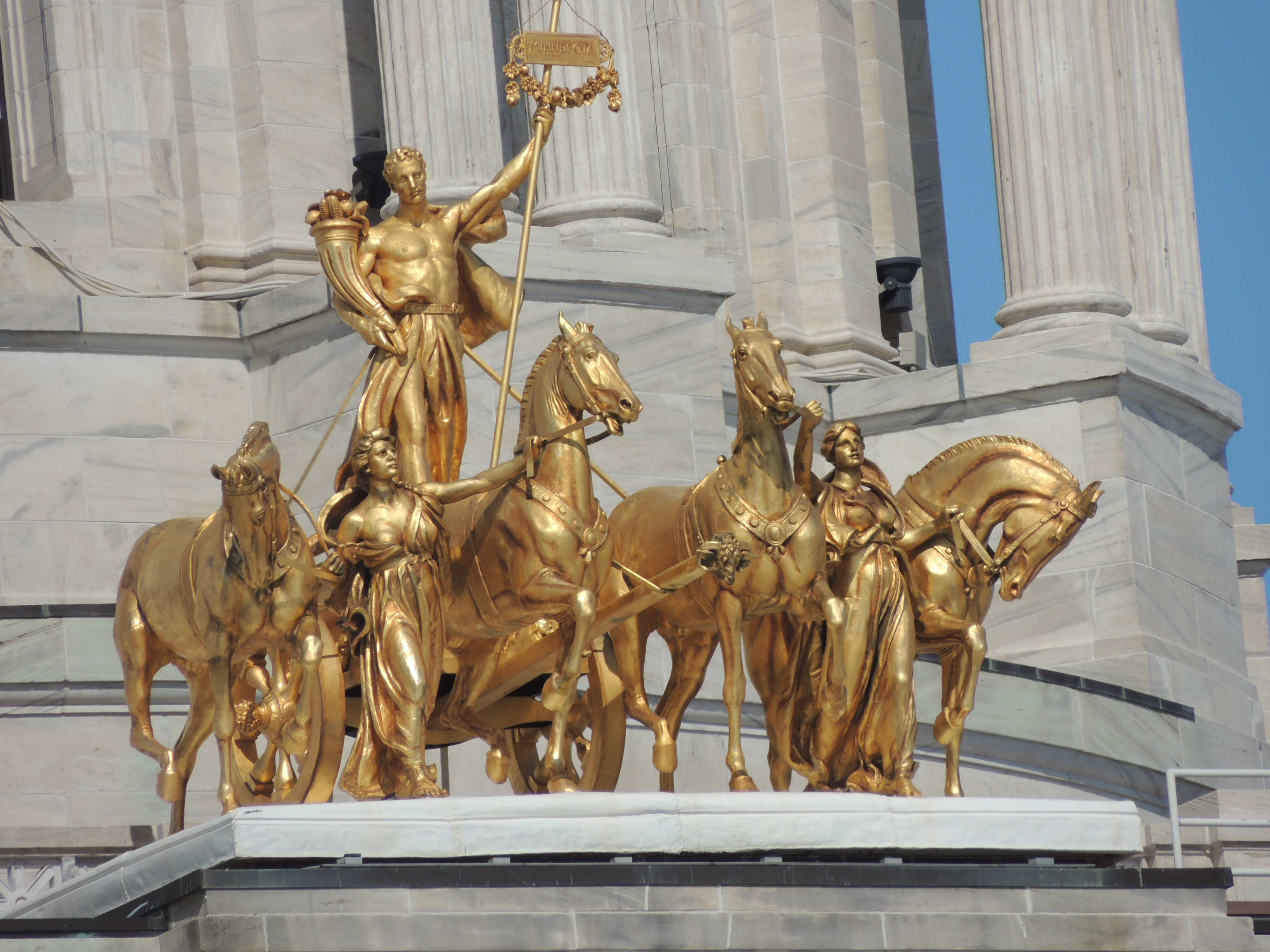
The Progress of the State (Quadriga)
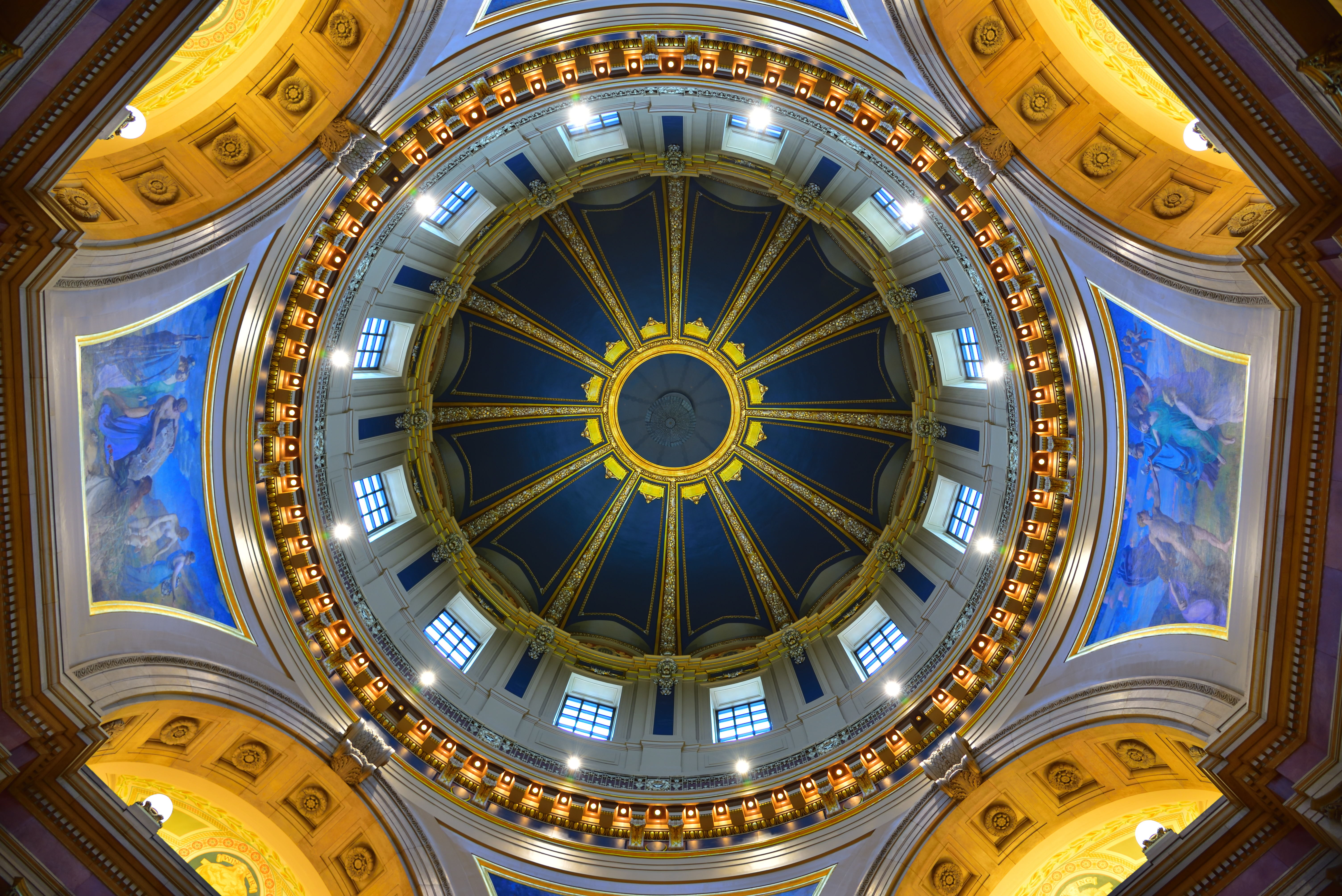
Inside the dome
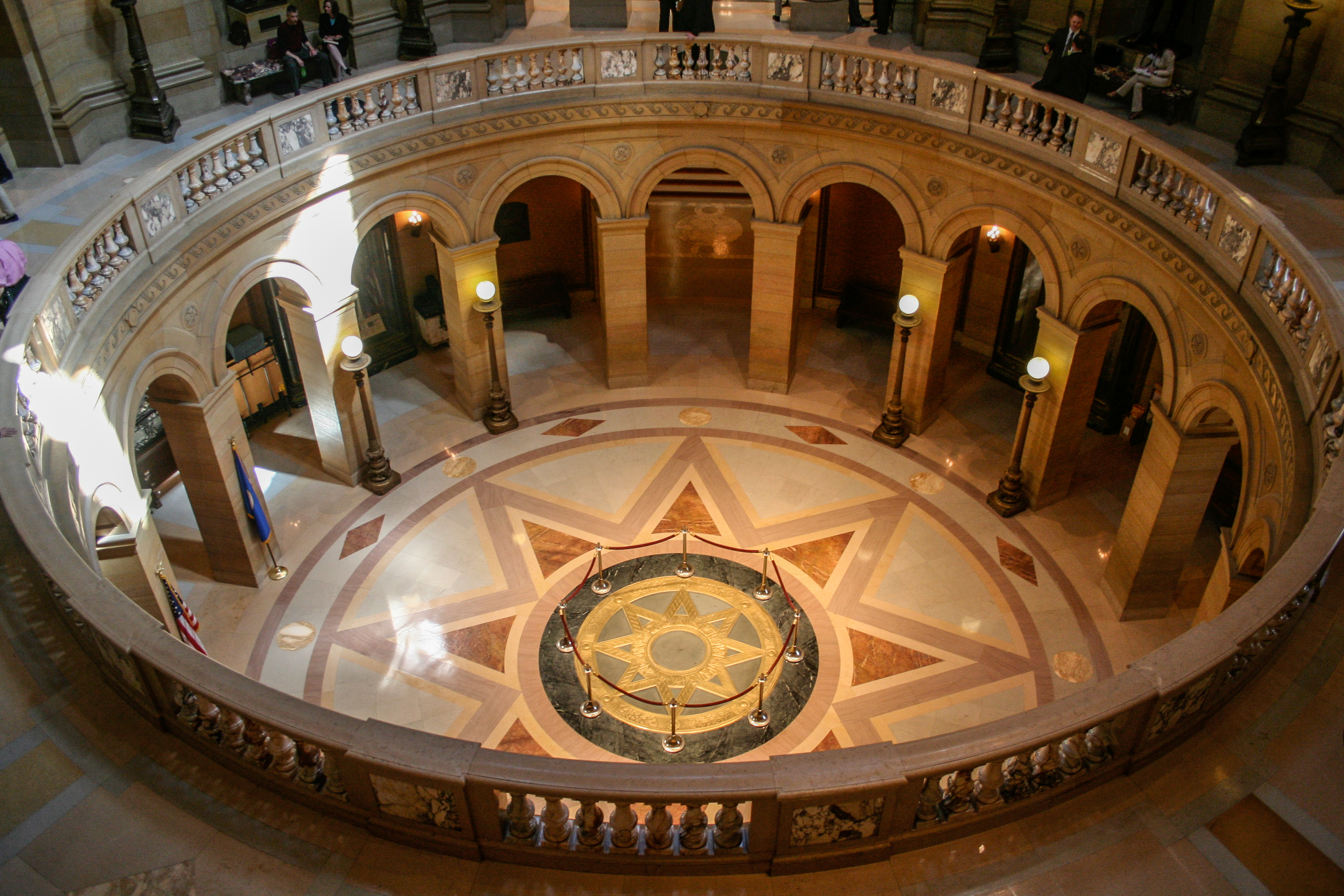
Rotunda
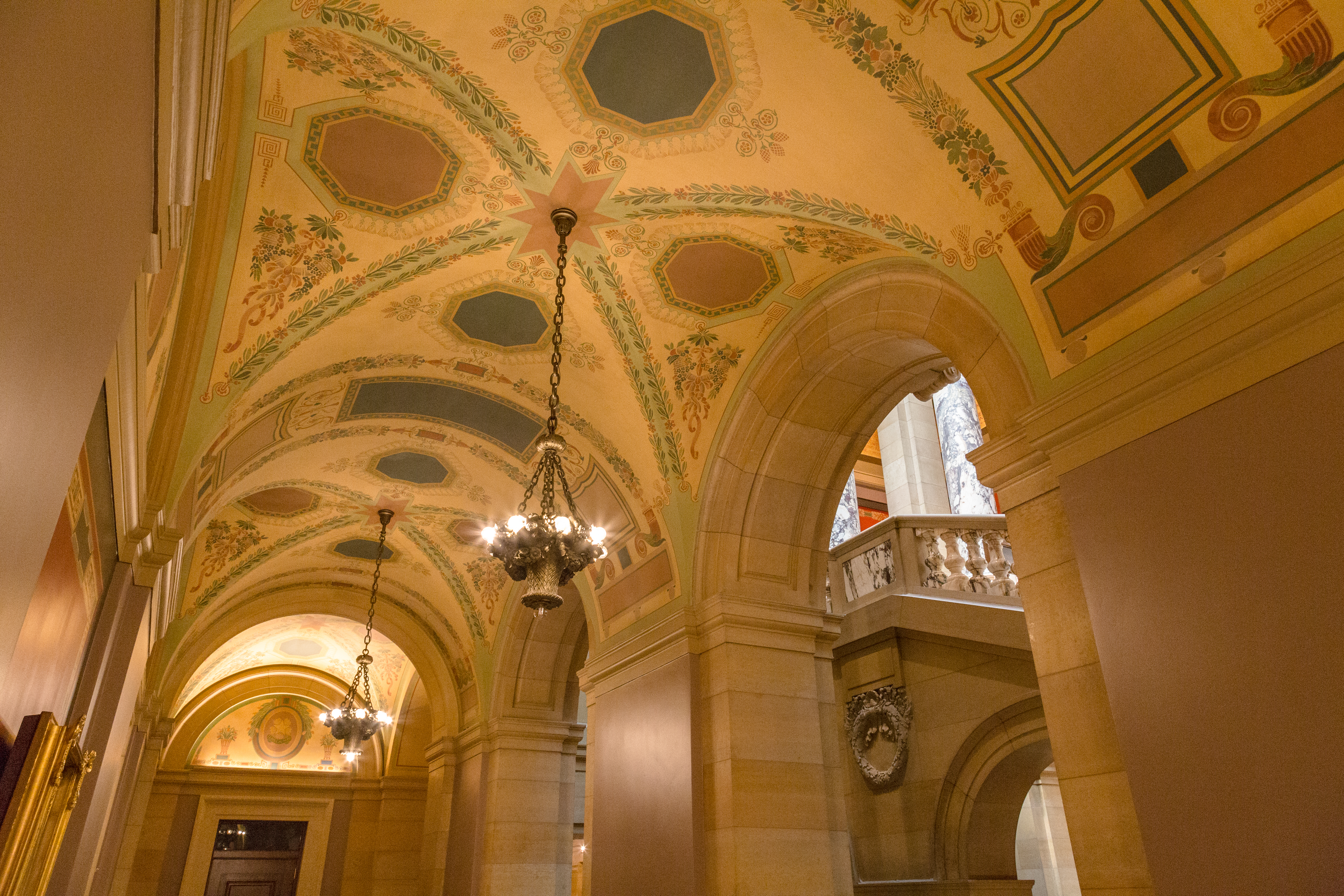
Interior hallway
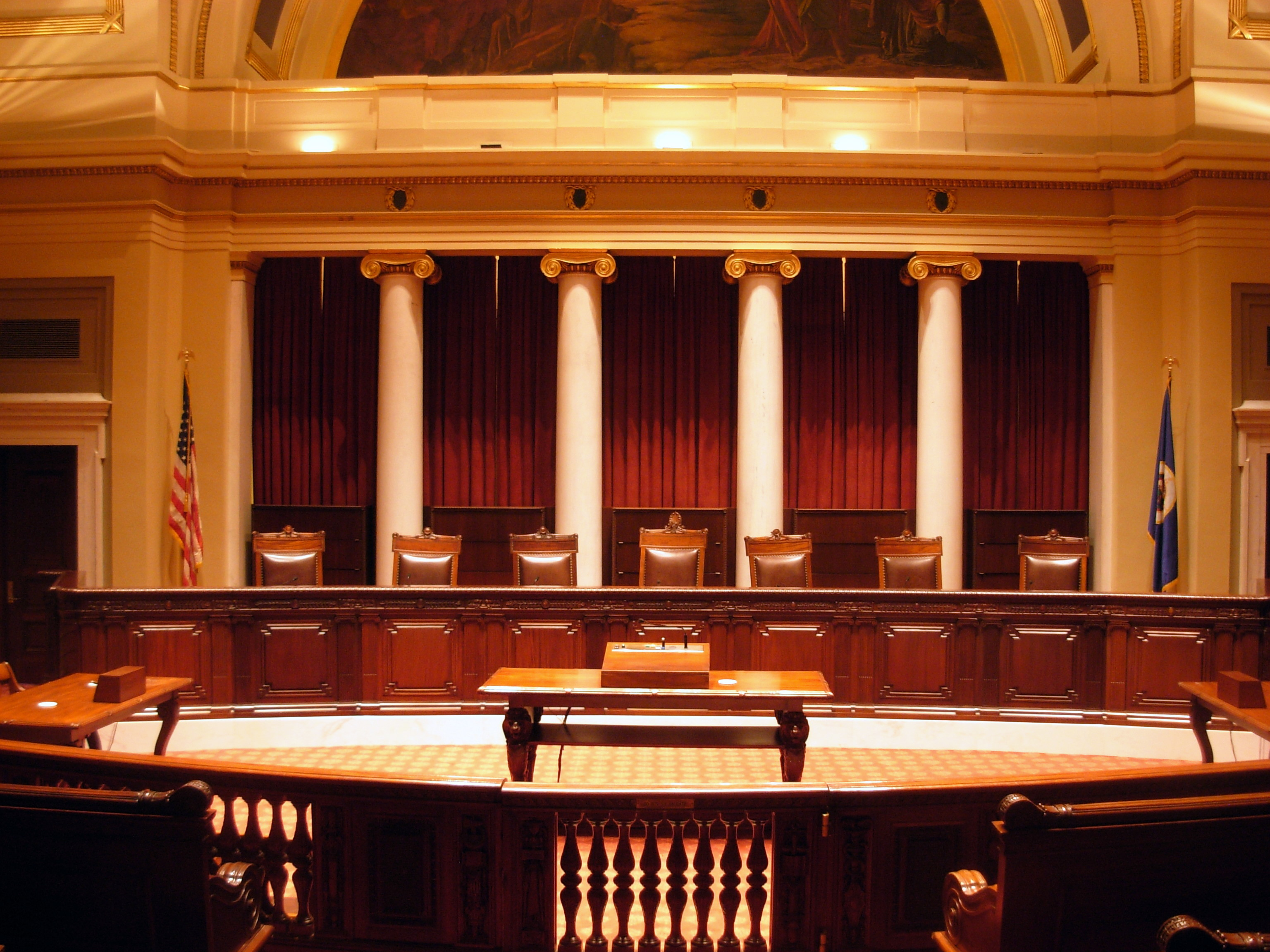
Supreme Court chamber
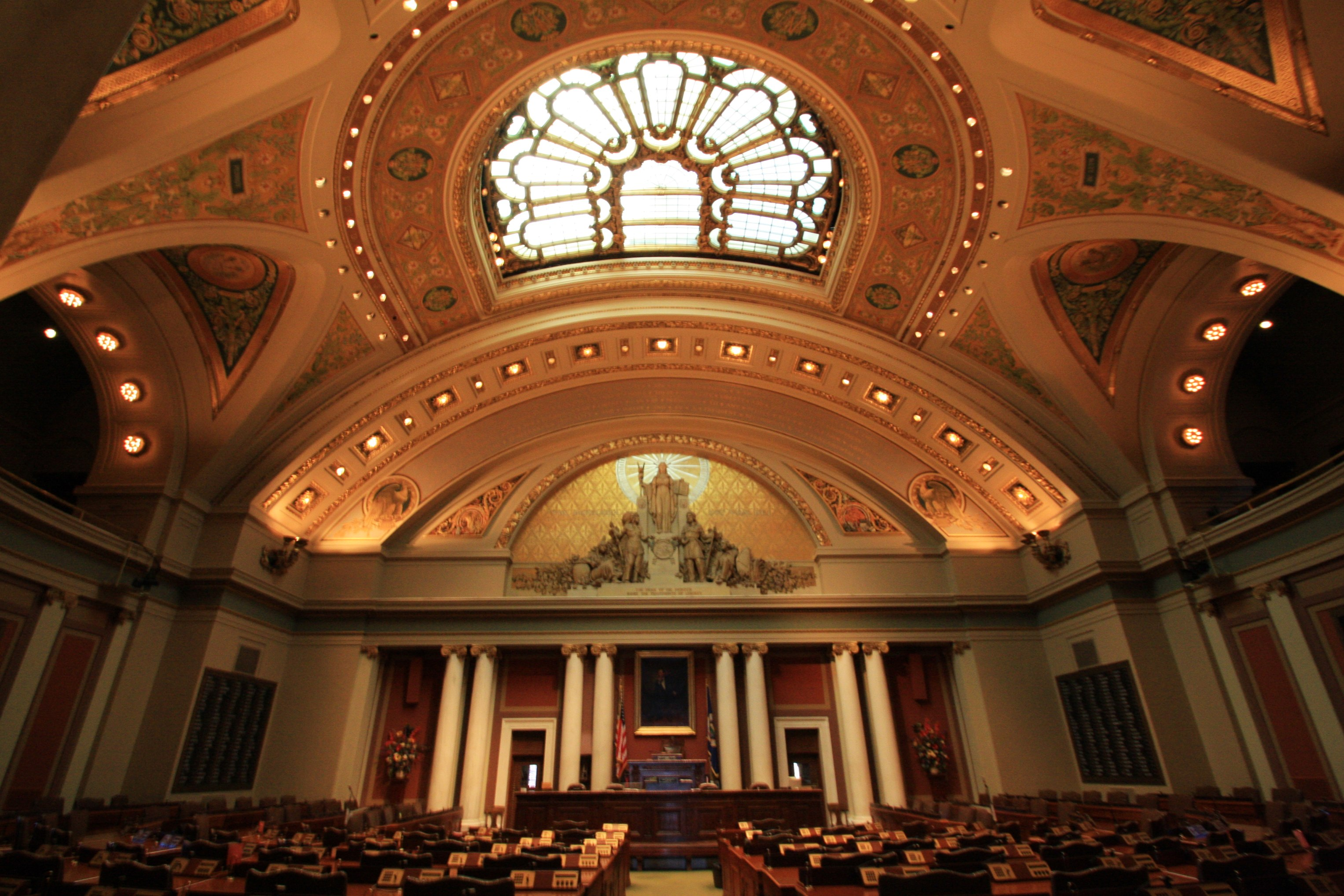
House of Representatives chamber
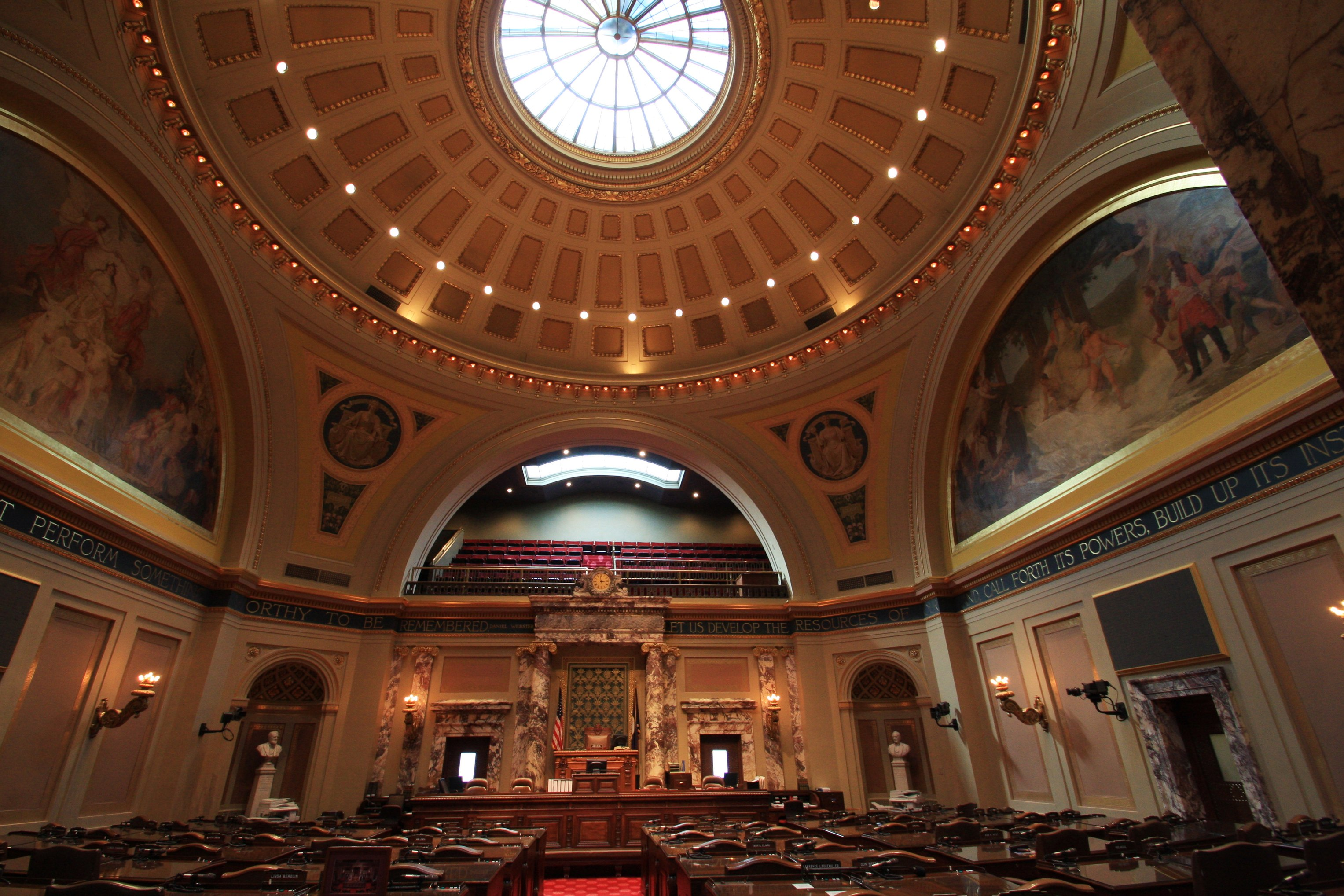
State Senate chamber
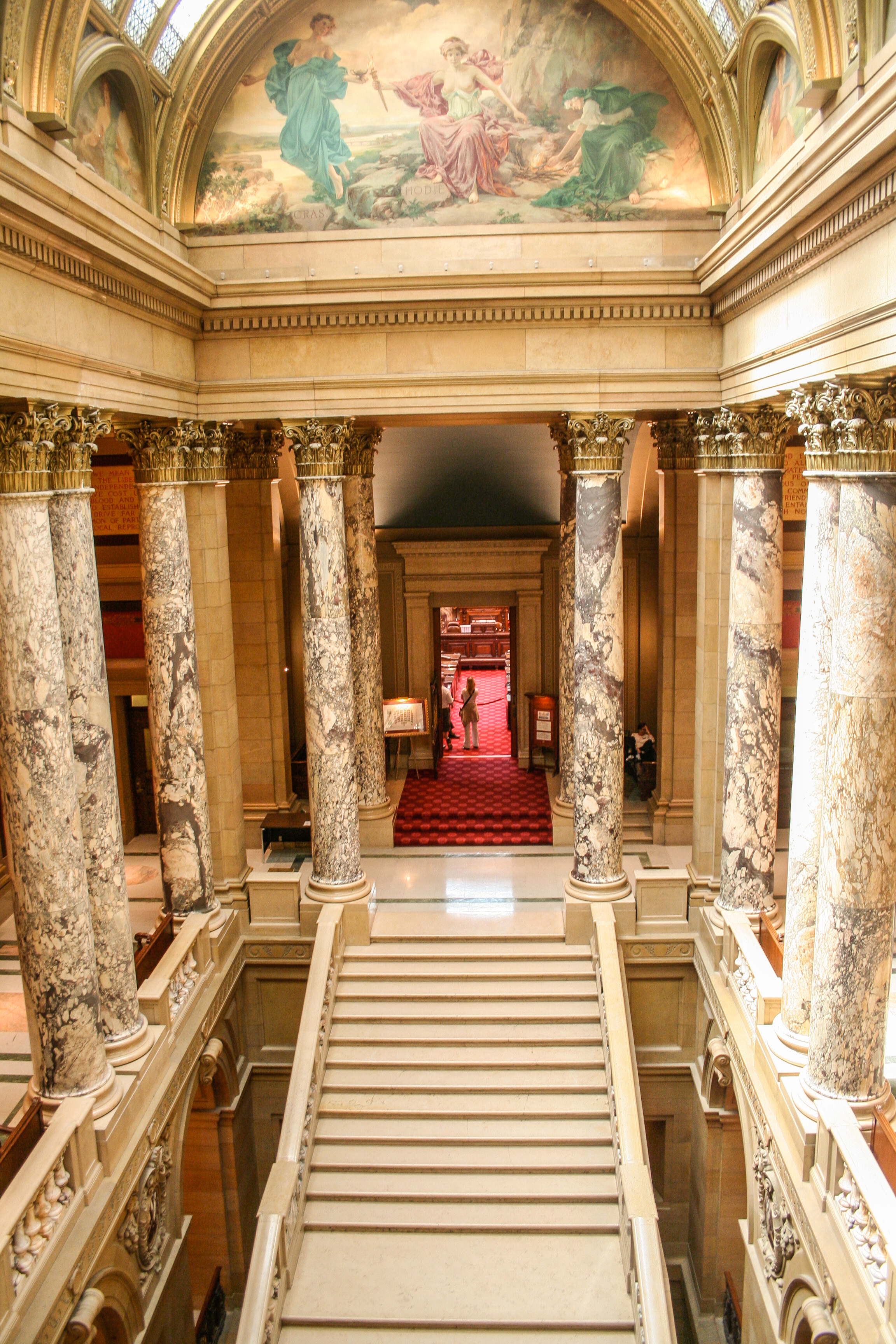
West Wing leading to the Senate chamber
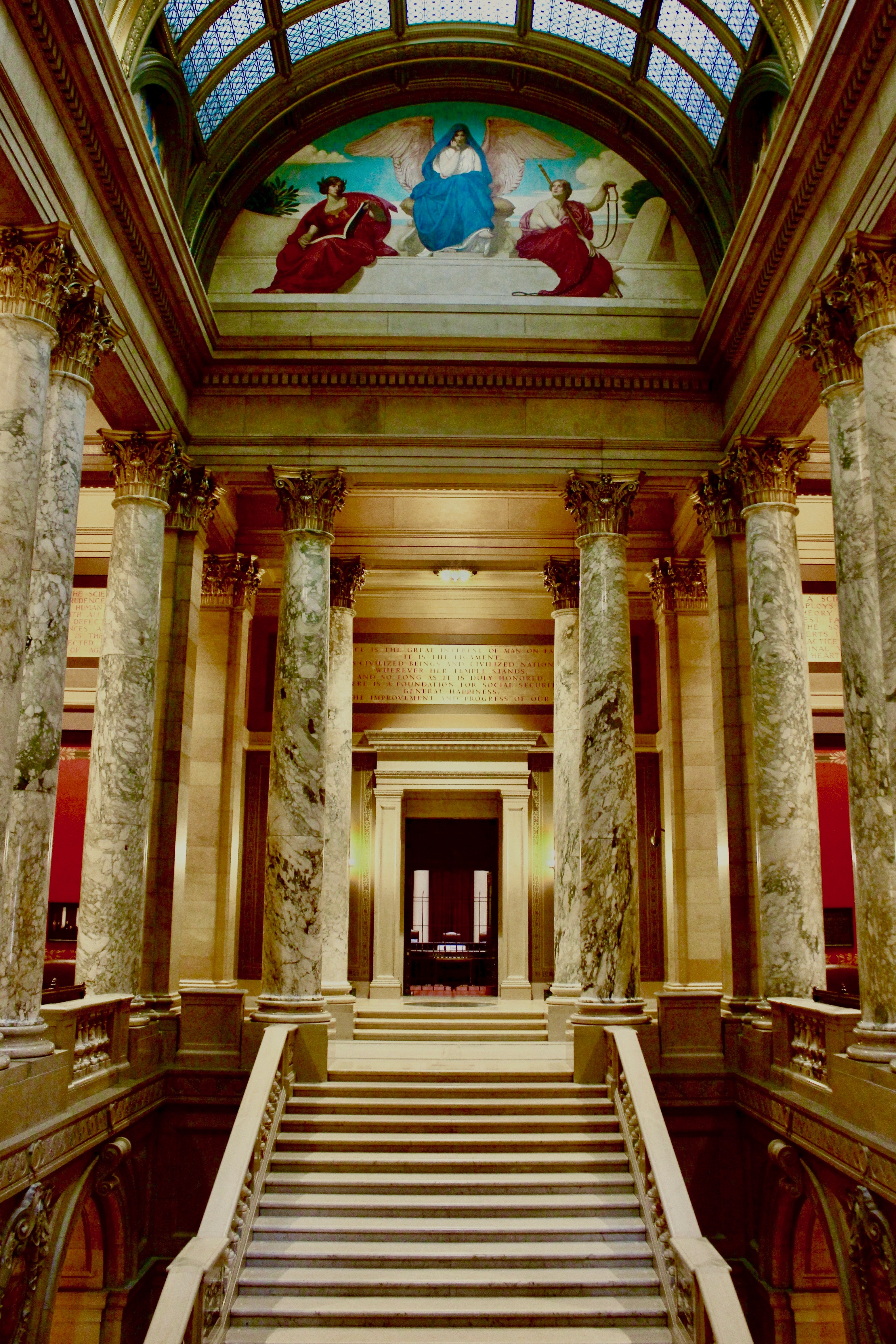
East Wing leading to the Supreme Court Chamber
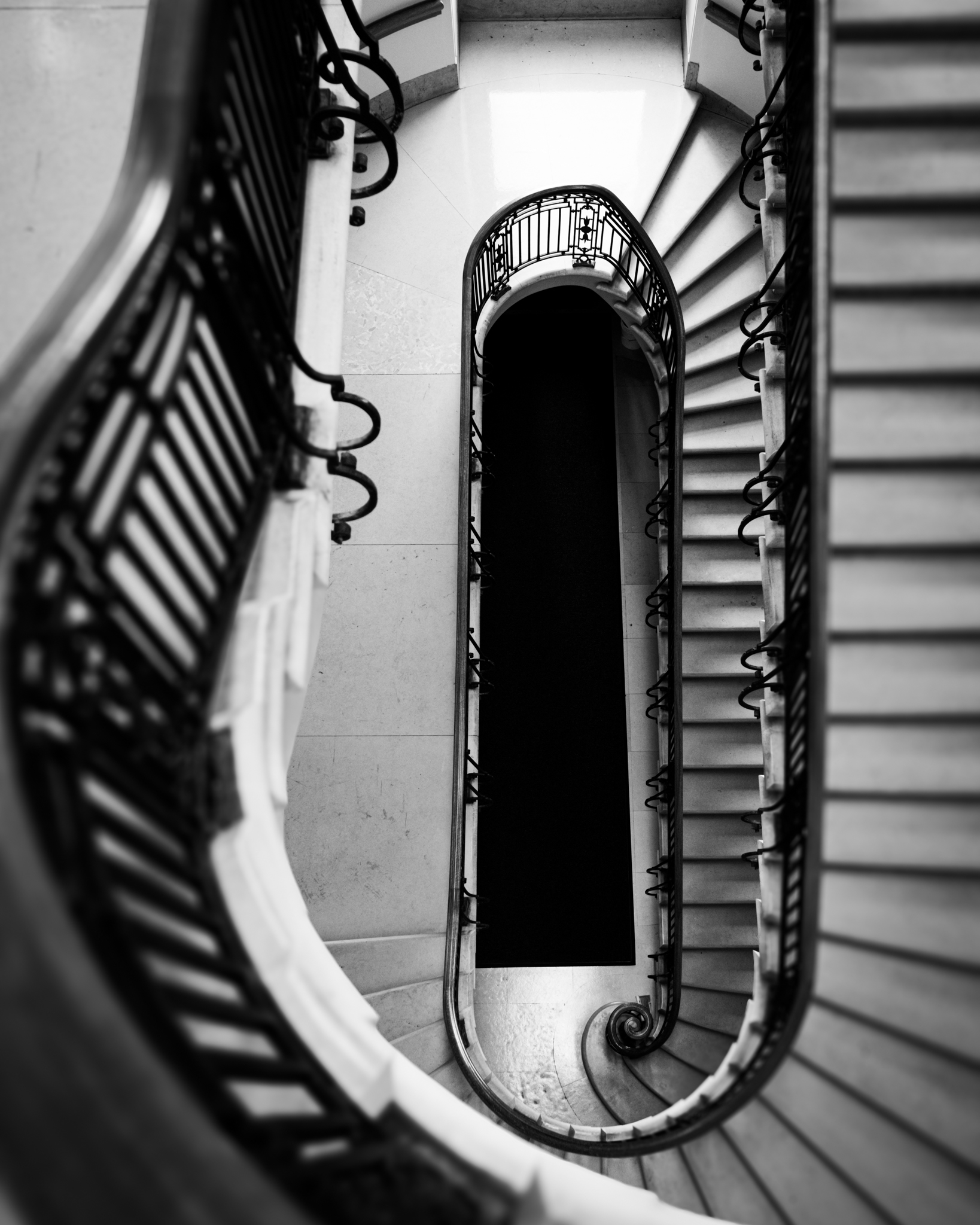
Cantilevered oval staircase
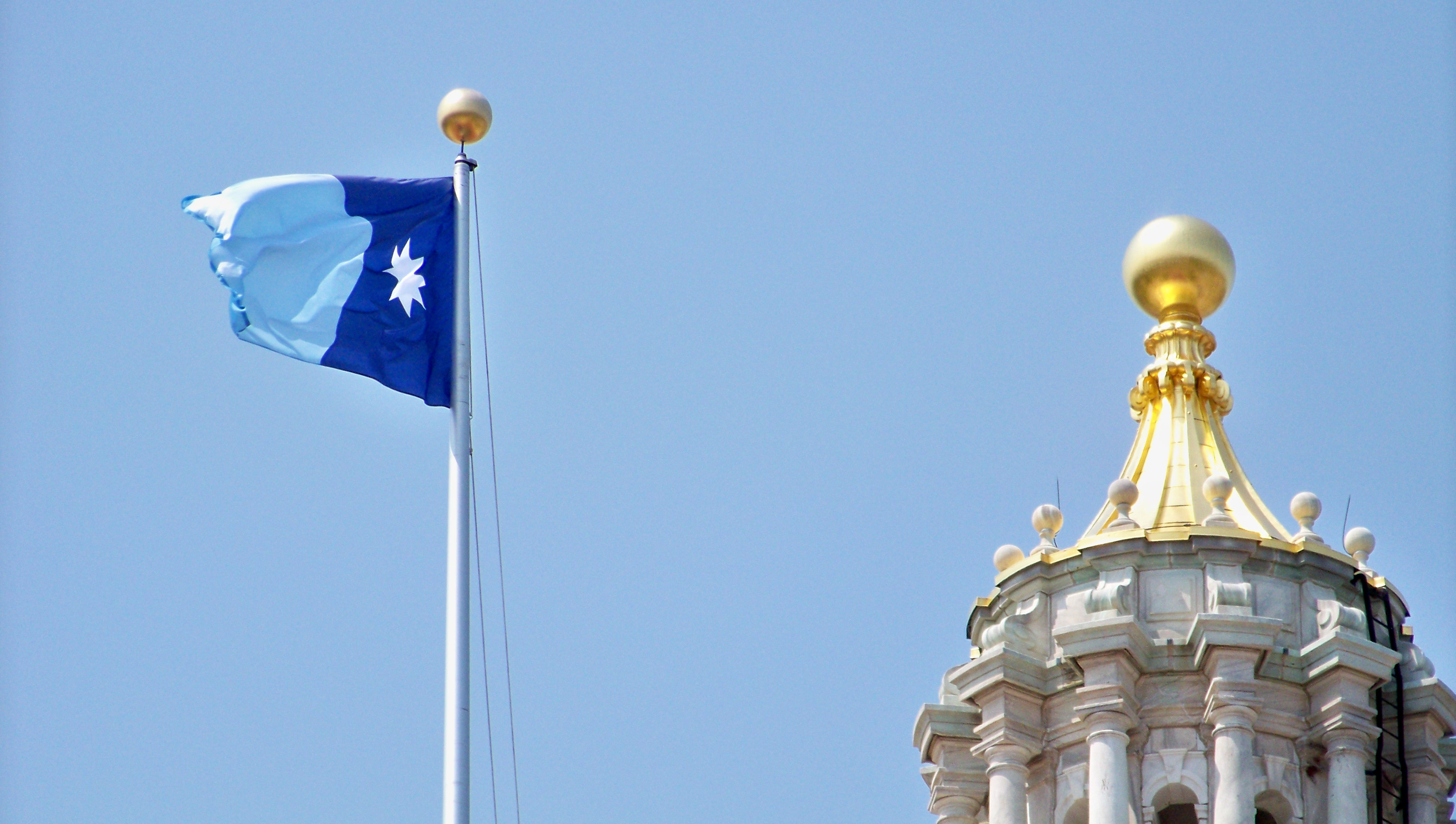
Minnesota flag flying on the eastern flagpole

### Додаткові посилання
- Minnesota State Capitol. Section 1.1.1. Introduction Historic Structures Report [Архівовано 2 березня 2017 у Wayback Machine.]
- Minnesota State Capitol. Introduction Historic Structures Report. VOLUME 2.1 SITE DEVELOPMENT AND CONDITIONS
- Minnesota State Capitol. Introduction Historic Structures Report. VOLUME 2.2.3 FIRST FLOOR SPACE INVENTORY AND CONDITIONS
- Minnesota State Capitol. Introduction Historic Structures Report. SECTION 3.2 SITE COMPONENTS
- 2021 Report of the Minnesota State Capitol Preservation Commission
- The Minnesota State Capitol. Building History // Minnesota Historical Society [Архівовано 8 червня 2020 у Wayback Machine.]
- 2040 Comprehensive Plan for the Minnesota State Capitol Area
- Sarah Berseth, Deb Young, Sean Cotton.Civil Engineering Magazine: Minnesota State Capitol Restored and Revived